# Magleby Kirke (Stevns Kommune)
 For alternative betydninger, se Magleby Kirke. (Se også artikler, som begynder med Magleby Kirke)
Magleby Kirke er en kirke i landsbyen Magleby på Stevns på Sjælland.
Kirken består af skib og kor, tårn mod vest, våbenhus mod nord, et tidligere kapel tilbygget mod syd og et sakristi ved korets østgavl. 

## Historie
Kirkens ældste del er opført i tidlig middelalder af kvadersten af kridt. Noget senere blev kirken udvidet mod øst, ligeledes bygget af kridtsten, og fik hvælvinger samt spidsbuede vinduer og tårn. I slutningen af middelalderen tilkom 3 tilbygninger mod nord og syd, sakristi (også med krydshvælving) og våbenhus (med bjælkeloft) af skifter af kridtsten og mursten.
Tilbygningen mod syd er forbundet med kirken ved en stor rundbue. 
Tårnet styrtede sammen i 1584, men blev genopført i 1592, da Arild Huitfeldt var lensmand på Tryggevælde. Tårnrummet er overhvælvet og forbundet med kirken ved en rundbue. Tårnet har et højt firsidet spir, der i 1854 blev ramt af et lyn og brændte, men blev genopført i 1855. 
Sakristiet ved østgavlen har bjælkeloft og er opført af kridtsten og mursten. 

## Inventar
Altertavlen stammer fra 1606 og har udskæringer. 
Prædikestolen stammer fra 1614 og har udskæringer. 
Døbefonten er ottekantet og lavet af mahognitræ. 
Kirken rummer blandt andet ligsten over Anders Bille til Søholm og dennes to hustruer, Pernille Krognos og Anne Lykke.

## Kirkelade
I tilknytning til kirken findes en kirkelade, der stammer fra slutningen af middelalderen og er opført af kridtstenskvadre med skifter af mursten og med blindingssmykkede gavle.